# Elachypteryx callidryas
Elachypteryx callidryas is een vlinder uit de familie van de grasmotten (Crambidae), uit de onderfamilie van de Musotiminae. De wetenschappelijke naam van deze soort is voor het eerst gepubliceerd in 1922 door Alfred Jefferis Turner.
De spanwijdte bedraagt 11 millimeter.
De soort komt voor in Australië (Queensland en New South Wales).